# Trichosia sinuata
Trichosia sinuata is een muggensoort uit de familie van de rouwmuggen (Sciaridae). De wetenschappelijke naam van de soort is voor het eerst geldig gepubliceerd in 1997 door Menzel & Mohrig.